# 细瘦米口袋
细瘦米口袋（学名：Gueldenstaedtia gracilis）为豆科米口袋属下的一个种。其种加词来源于拉丁文“gracilis”，意为“细长的”。